# Nicolae Constantinescu (pomicultor)
Nicolae Constantinescu (n. 1 mai 1899, Cișmeaua Văruită, Ismail – d. 1973, București) a fost un pomicultor, cercetător și profesor român, considerat cel mai de seamă reprezentant al pomiculturii românești din secolul XX. Prin activitatea sa științifică, didactică și practică, a contribuit decisiv la organizarea și modernizarea pomiculturii în România, fiind unul dintre principalii autori ai monografiei Pomologia RPR și inițiator al zonării soiurilor pomicole.

## Biografie

### Copilărie și educație
Nicolae Constantinescu s-a născut la 1 mai 1899, în satul Cișmeaua Văruită, județul Ismail, în sudul Basarabiei, fiind fratele mai mare al viticultorului Gherasim Constantinescu. A urmat cursurile școlii primare în localitatea natală, continuând cu studiile la Școala Națională de Viticultură din Chișinău, pe care le-a absolvit în 1919. În 1921, s-a înscris la Școala Superioară de Agricultură Herăstrău din București, finalizând studiile agronomice în 1925.
Între 1931 și 1934, și-a elaborat teza de doctorat, intitulată Producția și valorificarea fructelor în România, o lucrare de referință care a analizat starea pomiculturii românești și a propus soluții pentru dezvoltarea acesteia. Teza a inclus o analiză a patrimoniului pomicol național și a fundamentat ideea unei hărți a regiunilor pomicole, utilizată ulterior în proiecte naționale.

### Carieră profesională
După absolvire, Nicolae Constantinescu a fost angajat la pepiniera Istrița din județul Buzău (1925–1937), unde a ocupat funcția de șef al unității. Aici a dezvoltat colecții pomologice pentru specii precum prun, cais, cireș și vișin, transformând pepiniera într-o bază solidă de cercetare și practică pentru studenți. În paralel, a fost cadru didactic la Școala Superioară de Agricultură Herăstrău.
Din 1935, a lucrat la secția de Horticultură a Institutului de Cercetări Agronomice al României (ICAR), iar între 1948 și 1953 a fost director al secției de pomicultură a ICAR. Ulterior, a ocupat funcția de director al Institutului de Cercetări Horticole (1957–1962) și director științific (1962). Timp de 20 de ani (1949–1967), a fost colaborator științific al Academiei Române, coordonând cercetările în pomicultură.
Constantinescu a predat la Institutul Agronomic București timp de peste 50 de ani (1921–1973), fiind profesor la catedra de Pomicultură și autor al cursului Pomicultura (vol. I-II), una dintre cele mai importante lucrări didactice din domeniu. A îndrumat 30 de doctoranzi și a fost ales membru fondator al Academiei de Științe Agricole și Silvice în 1973.

### Familie
Nu există informații detaliate disponibile despre viața de familie a lui Nicolae Constantinescu.

## Activitate științifică
Nicolae Constantinescu a revoluționat pomicultura românească prin cercetări privind biologia, ameliorarea și zonarea soiurilor pomicole. A studiat soiurile de pomi fructiferi, polenizarea, autofertilitatea și intersterilitatea, precum și bazele biologice ale tăierii pomilor. A elaborat principii pentru zonarea soiurilor, fundamentând harta regiunilor pomicole ale României, utilizată în proiecte naționale după 1948.
Sub conducerea sa, Secția de Pomicultură a Institutului de Cercetări Horticole (ICHV) s-a dezvoltat semnificativ, contribuind la implementarea Programului Național al Pomiculturii (1972). Constantinescu a creat soiuri noi de piersic, cais și prun, și a introdus metode pentru combaterea rodirii intermitente și a pieirii premature a caisului.

## Lucrări
Nicolae Constantinescu a publicat peste 60 de lucrări în reviste străine și numeroase articole în publicații românești, precum Horticultura Românească, Viața agricolă și Agricultura nouă. A susținut 19 lucrări originale la congrese ale Societății Internaționale de Horticultură, publicate în Acta Horticulturae. Cea mai importantă contribuție a sa este coordonarea monografiei Pomologia RPR (vol. I-VIII), realizată în colaborare cu academicianul Teodor Bordeianu, care rămâne opera de referință a pomiculturii românești.
Alte lucrări notabile includ:
- Introducerea în problemele științei pomicole, cu privire specială la români (1938)
- Arboricultură fructiferă (1946)
- Tăierea pomilor (1951)
- Lichidarea periodicității de rodire la pomi (1954)
- Regiunile pomicole din RPR (1956)
- Pomicultura, vol. I-II (1967)

### Lucrări selectate
- „Observațiuni asupra rezistenței la climă a florilor diferitelor specii și varietăți de pomi fructiferi”, Agricultura nouă, nr. 11-12, 1937.
- „Soiurile de fructe din România și Tratat de pomologie românească”, Viața agricolă, nr. 1-2, 1946.
- Tăierea pomilor, Editura de Stat, București, 1951.
- Regiunile pomicole din RPR, Editura Academiei RPR, București, 1956.
- Pomicultura, vol. I-II, Editura Agrosilvică, București, 1967.

## Premii și recunoaștere
Nicolae Constantinescu a fost distins cu:
- Membru fondator al Academiei de Științe Agricole și Silvice (1973)
- Membru al Societății Internaționale de Horticultură

## Recunoaștere internațională
Constantinescu a fost recunoscut pe plan internațional pentru contribuțiile sale la pomicultură, în special pentru cercetările privind tăierea pomilor și zonarea soiurilor. Lucrarea sa Sinteza concepțiilor în problema tăierii pomilor (1962) a fost apreciată la Congresul Internațional de Horticultură de la Bruxelles. Publicațiile sale în reviste străine și participarea la congrese internaționale au consolidat reputația sa în comunitatea științifică globală.

## Contribuții suplimentare
Constantinescu a fost un mentor pentru generații de pomicultori, îndrumând 30 de doctoranzi și elaborând suporturi didactice esențiale pentru învățământul agronomic. A organizat stațiuni și laboratoare de cercetare, contribuind la profesionalizarea pomiculturii în România. Activitatea sa practică la pepiniera Istrița și cercetările privind altoirea nucului și cultura pomilor pitici au avut un impact semnificativ asupra producției de fructe.